# Bezirksgericht Traunstein
Das Bezirksgericht Traunstein war ein Bezirksgericht im Königreich Bayern und der Vorläufer des heutigen Landgerichts Traunstein. Das Bezirksgericht bestand von 1857 bis 1879 und hatte seinen Sitz im oberbayerischen Traunstein.

## Geschichte
Mit Gesetz vom 1. Juli 1856 wurde das Justizwesen im rechtsrheinischen Bayern analog dem der Pfalz neu geordnet. Die bisherigen Kreis- und Stadtgerichte wurden aufgehoben und 34 neue Bezirksgerichte traten an ihre Stelle. Sie waren für die Städte, in denen sie ihren Sitz hatten, sowie für die in ihrem Sprengel befindlichen Standesherren Gerichte erster Instanz. Für alle anderen Angelegenheiten waren sie Gerichte der zweiten Instanz in Kriminal- und Zivilrechtssachen. 
Das Bezirksgericht Traunstein war zuständig für
- die Stadt Traunstein
- das Landgericht Aibling
- das Landgericht Berchtesgaden
- das Landgericht Laufen
- das Landgericht Prien
- das Landgericht Reichenhall
- das Landgericht Rosenheim
- das Landgericht Tittmoning und
- das Landgericht Traunstein.

Mit dem Inkrafttreten des deutschen Gerichtsverfassungsgesetzes wurde 1879 das Bezirksgericht Traunstein wie alle anderen bayerischen Bezirksgerichte aufgelöst. Sein Nachfolger in der Funktion als Gericht der zweiten Instanz war das Landgericht Traunstein.